# Список підводних човнів Норвегії
Список підводних човнів Норвегії — перелік підводних човнів Королівських військово-морських сил Норвегії, які перебували та перебувають на озброєнні норвезького флоту.

## Список підводних човнів Норвегії

### Підводні човни до 1940 року
| Тип                          | Зображення | Роки побудови | Роки експлуатації | Кількість кораблів типу | ПЧ                                    | Прим.                                           |
| ---------------------------- | ---------- | ------------- | ----------------- | ----------------------- | ------------------------------------- | ----------------------------------------------- |
| Підводні човни типу «Коббен» |            | 1909          | 1909 — 1926       | 1                       | «Коббен»                              |                                                 |
| Підводні човни типу «A»      |            | 1909 — 1914   | 1914 — 1940       | 4                       | A-2, A-3, A-4, A-5                    | A-5 перебував на озброєнні кайзерівського флоту |
| Підводні човни типу «B»      |            | 1915 — 1930   | 1923 — 1944       | 6                       | B-1, B-2, B-3, B-4, B-5, B-6          |                                                 |
| Підводні човни типу VII      |            | 1942 — 1943   | 1949 — 1962       | 3                       | «Кай», «Кінн», «Каура»                | трофейні німецькі підводні човни типу VII       |
| Підводні човни типу «U»      |            | 1942 — 1944   | 1949 — 1965       | 2                       | «Ула», «Уредд»                        | британські підводні човни                       |
| Підводні човни типу «V»      |            | 1942 — 1944   | 1943 — 1966       | 4                       | «Атстейн», «Утсіра», «Утвер», «Утеуг» | британські підводні човни                       |

### Підводні човни після 1940 року
| Тип                          | Зображення | Роки побудови | Роки експлуатації | Кількість кораблів типу | ПЧ | Прим.                                                    |
| ---------------------------- | ---------- | ------------- | ----------------- | ----------------------- | --- | -------------------------------------------------------- |
| Підводні човни типу «Коббен» |            | 1962—1969     | 1965 — по т.ч.    | 15                      | «Ула», «Утсіра», «Атстейн», «Утвер», «Атхог», «Склінна», «Сколпен», «Штадт», «Сторд», «Свеннер», «Каура», «Кінн», «Хья», «Коббен», «Кунна» | модернізована версія німецьких підводних човнів типу 205 |
| Підводні човни типу «Ула»    |            | 1987—1992     | 1989 — по т.ч.    | 6                       | «Ула», «Утсіра», «Атстейн», «Утвер», «Атхог», «Уредд»                                                                                      |                                                          |